# Jefferson Louis
Jefferson Lee Louis (Londra, 22 febbraio 1979) è un allenatore di calcio ed ex calciatore inglese naturalizzato dominicense, di ruolo attaccante.

## Biografia

### Infanzia
Nato nel borgo londinese di Harrow, Louis è stato sin da piccolo tifoso dell'Arsenal, "nel bene e nel male", andando per la prima volta allo stadio a vedere una partita dei Gunners all'età di otto anni. Cresciuto nel quartiere di Harlesden, all'età di 17 anni si trasferisce con la madre nella contea del Buckinghamshire, precisamente nella città di Aylesbury, dove inizia a giocare a calcio nelle formazioni locali.

### Vita privata
Louis ha una sorella di nome Lenique. È inoltre cugino di due calciatori che hanno come lui giocato nella nazionale dominicense: Richard Pacquette, prodotto delle giovanili del Queens Park Rangers e anch'egli nato a Londra, e Jeanmal Prosper, di Roseau, capitale della Dominica. Il suo migliore amico è il centrocampista e allenatore irlandese Scott Davies, classe 1988. 

### Controversie
Nel 2001, Louis, all'epoca calciatore dell'Aylesbury United, è stato condannato a un anno di reclusione per guida pericolosa, essendo stato beccato senza patente. Ha scontato sei mesi della sua pena prima di essere rilasciato dal carcere di Woodhill, situato nella città di Milton Keynes. Dopo essere divenuto libero, ha promesso che sarebbe stato una persona migliore e più forte.
L'anno successivo, euforico per l'esito del sorteggio del terzo turno della FA Cup 2002-2003 - l'Oxford United, sua squadra del tempo, avrebbe affrontato l'Arsenal, sua squadra del cuore (la partita terminerà 2-0 per i Gunners, che vinceranno la competizione) - venne ripreso nudo, con solo un asciugamano a coprirsi davanti le parti intime, in diretta nazionale da una telecamera installata negli spogliatoi dalla BBC.

## Caratteristiche tecniche

### Giocatore

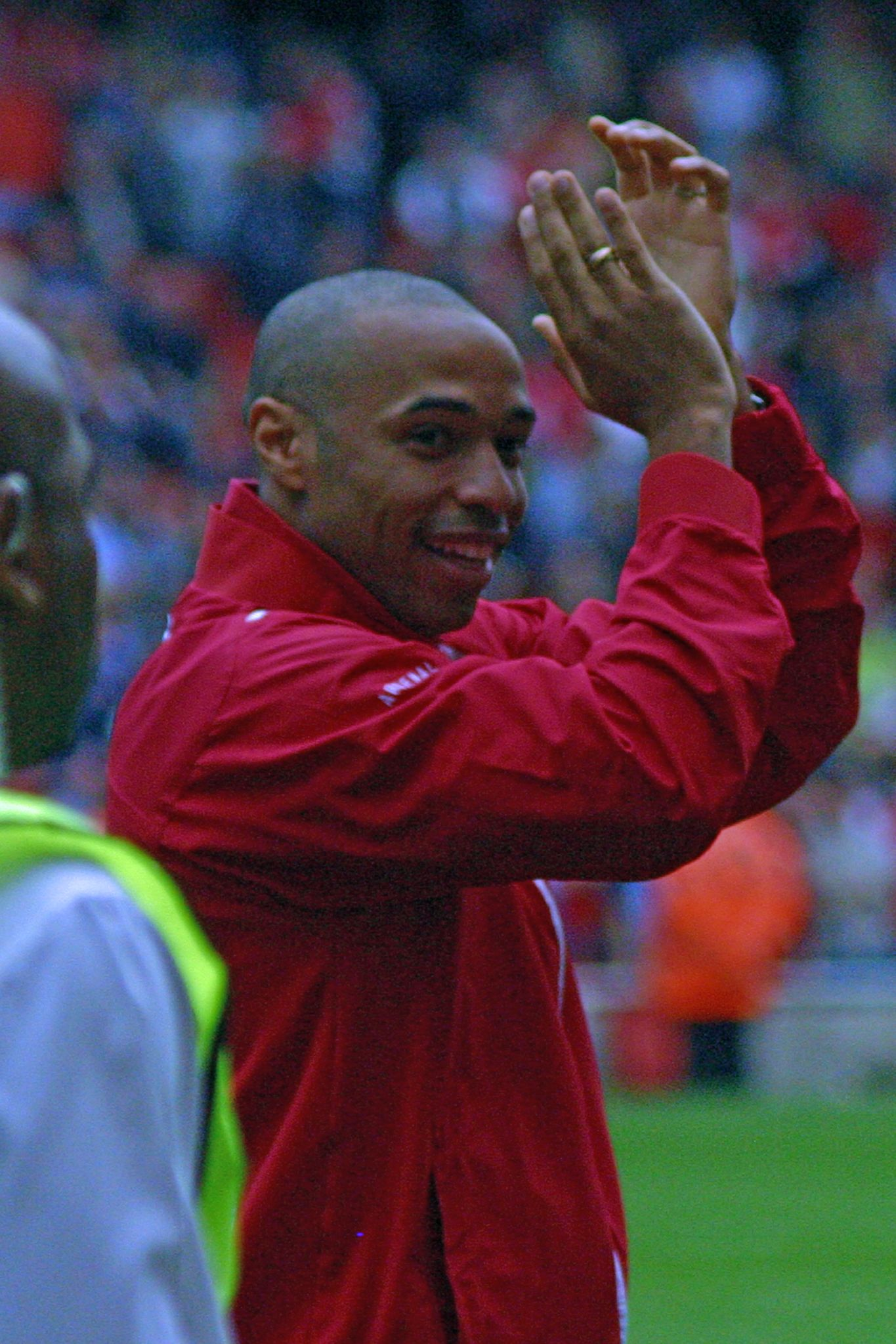
Thierry Henry, giocatore preferito di Louis

Soprannominato JLo, o anche Big Jeff, Jefferson Louis era una punta centrale: un attaccante bomber da circa 300 goal in un migliaio di presenze in carriera. Alto e imponente - i tifosi gli dedicavano il coro: "He's big, he's tall and he has it all: Louis, Louis!" ("Lui è grande, lui è alto e lui ha tutto: Louis, Louis!") -, il suo piede preferito per tirare era il destro. Il suo idolo nel calcio è l'ex centravanti dell'Arsenal Thierry Henry.

## Carriera

### Club

#### Gli inizi in Non-League
Jefferson Louis debutta nel mondo del calcio con la maglia del Risborough Rangers all'età di 17 anni, nel 1996. Dopo due anni si trasferisce al Thame United: resta nel club fino al 2000, quando passa all'Aylesbury United, dividendosi tra giovanili e prima squadra. Con le Ducks disputa 14 partite in campionato, realizzando 5 obiettivi, e una in coppa. La stagione successiva torna ai Red Kites.

#### Oxford United e prestiti
Nel febbraio del 2002 viene ingaggiato a costo zero dall'Oxford United. In metà 2001-2002 disputa solamente una partita, ma nell'annata successiva trova molto più spazio: in Third Division scende in campo in 34 occasioni, segnando 6 reti. Colleziona anche qualche presenza in EFL Trophy, in EFL Cup e in FA Cup, disputando 36 minuti nella sconfitta per 2-0 nel terzo turno contro l'Arsenal. Il 31 luglio 2003 viene ceduto in prestito al Woking; un bottino di 5 goal in 8 presenze convince lo United a richiamarlo già il 15 settembre. Nella stagione 2003-2004 gioca 20 partite, condite da 2 reti, in campionato, più 3 apparizioni e una marcatura nelle coppe; in quella 2004-2005 viene invece schierato solo una volta dal tecnico Graham Rix prima di essere mandato in prestito al Gravesend & Northfleet.

#### Forest Green e Woking
Dopo solo un mese, dal 27 agosto al 24 settembre 2004, al GNFC - ovvero al Gravesend & Northfleet Football Club, ora chiamato Ebbsfleet United Football Club - l'Oxford United decide di cedere Louis al Forest Green Rovers a costo zero: il centravanti disputa 12 partite e realizza 3 goal, di cui 10 in campionato (due reti) e 2 in FA Cup (una rete), prima di fare ritorno, questa volta in via definitiva, al Woking, lasciando la formazione di Nailsworth dopo poco più di due mesi. In Surrey l'attaccante scende in campo in 26 occasioni, realizzando 4 obiettivi, in National League (al tempo chiamata Conference).

#### Bristol Rovers
Verso il mese di maggio JLo cambia nuovamente squadra: egli diventa infatti un nuovo giocatore del Bristol Rovers Football Club, militante in League Two. Con i Pirates totalizza 10 presenze, una nella stagione 2004-2005 e nove in quella 2005-2006, delle quali una in Football League Cup (nella partita persa 2-0 contro il Millwall, sostituito al 53º minuto da Richard Walker, suo compagno anche ai tempi dell'Oxford United per la seconda parte dell'annata 2003-2004).

#### Lewes e Worthing
A settembre 2005 viene ingaggiato dal Lewes, in Conference South (attuale National League South). Il suo tempo da giocatore dei Rooks non dura tuttavia molto, in quanto già il mese successivo passa al Worthing, in Isthmian League Premier Division, dopo solo due partite giocate. Anche qui non resta a lungo, poco meno di due mesi: per i Rebels la punta centrale disputa sei incontri e segna due goal.

#### Stevenage e Eastleigh
Il 29 dicembre 2005 Louis si trasferisce quindi allo Stevenage Borough, chiamato dal 2010 Stevenage Football Club, in Conference Premier. Con la maglia della squadra scende in campo 18 volte, realizzando 6 reti. Per la stagione successiva firma un contratto con l'Eastleigh, club di Conference South. Con gli Spitfires gioca 6 partite e mette la palla in rete con solo uno dei suoi tiri.

#### Yeading e Havant & Waterlooville
Dopo la parentesi piuttosto breve all'Eastleigh, JLo passa allo Yeading, nello stesso campionato: per il club disputa otto match, nei quali totalizza quattro marcature. A gennaio 2007 viene acquistato a parametro zero dall'Havant & Waterlooville, anch'esso in Conference South. Il londinese sotto la guida del tecnico Ian Baird (ex calciatore di Premier League attivo negli anni ottanta e novanta) viene schierato 20 volte, segnando 5 goal.

#### Weymouth
Nell'estate del 2007 Louis si trasferisce allo Weymouth, in Conference Premier. Esordisce con il nuovo club l'11 agosto dello stesso anno, subentrando a Conal Platt al 63º minuto. Dopo quattro match a secco, si sblocca il 31 agosto realizzando una doppietta nel pareggio 2-2 contro il Cambridge United. Le sue statistiche con i Terras sono 21 partite giocate e 7 goal.

#### Maidenhead United e Mansfield Town
All'inizio della sessione invernale di calciomercato viene acquistato a costo zero dal Maidenhead United, in Conference South, disputando subito 3 partite; già il 30 gennaio 2008, però, passa al Mansfield Town, militante in League Two. Debutta il 2 febbraio, al 57' contro il Brentford, realizzando sette minuti dopo la sua prima rete, che però non riesce a evitare la sconfitta alla sua squadra per 2-3.  Con la maglia degli Stags colleziona 18 presenze, 4 goal e 2 assist.

#### Wrexham
Nel luglio del 2008 si trasferisce al Wrexham, club gallese iscritto alla Conference Premier. Gioca la sua prima partita il 9 agosto, da titolare, contro lo Stevenage Borough, sua ex squadra, venendo prima ammonito al 46' e segnando poi al minuto 66 il goal del momentaneo 2-0, con il match che terminerà con una vittoria schiacciante per 5-0 da parte dei Red Dragons. Louis inizia la stagione in maniera molto promettente, realizzando 7 reti, di cui due doppiette, in soli 9 match. JLo continua a fare goal; si blocca tuttavia proprio alla fine e non segna in nessuna delle dieci ultime gare di campionato. Conclude l'annata con un discreto bottino di 15 obiettivi in 42 apparizioni.

#### Crawley Town
Per l'annata 2009-2010 Louis raggiunge un accordo con il Crawley Town, in Conference Premier (come il Wrexham). Debutta l'8 agosto 2009, giocando 90 minuti nella pesante sconfitta per 4-0 in casa del Mansfield Town. Segna la sua prima rete il 29 agosto, nel pareggio 1-1 contro il Grays Athletic a Broadfield Stadium. In totale con la casacca dei Reds disputa 18 partite e realizza 5 goal.

#### Rushden & Diamonds
Il 12 novembre 2009 viene mandato in prestito al Rushden & Diamonds, nella stessa serie. Esordisce due giorni dopo, nella vittoria per 2-0 in casa contro l'Histon, partendo dal primo minuto ma uscendo già al ventitreesimo. Il 24 novembre sigla il suo primo obiettivo, quello del momentaneo 0-2 in trasferta contro il Cambridge United, che riuscirà poi a rimontare il match portando il risultato definitivo sul 2-2. La squadra riesce a piazzarsi al 4º posto in campionato, accedendo ai play-off promozione, dove Louis incontra uno dei suoi primi club, l'Oxford United: all'andata i diamanti ottengono un pareggio per 1-1 in casa, mentre al ritorno in trasferta i rivali hanno la meglio vincendo per 2-0.

#### Gainsborough Trinity e Darlington
Nell'estate 2010 si trasferisce, a costo zero, al Gainsborough Trinity, militante in Conference North. Dopo aver collezionato 9 presenze e realizzato una rete, lascia in prestito la squadra andando, a inizio ottobre, al Darlington, in Conference Premier. Debutta, da titolare, il 9 ottobre nella sconfitta per 0-1 alla Darlington Arena contro l'Hayes & Yeading United. Con la maglia dei Quakers gioca solo sei partite, non riuscendo a segnare nessun goal.

#### I tre ritorni del 2011
A gennaio si separa definitivamente dal Gainsborough per fare ritorno al Weymouth, reduce da due retrocessioni consecutive fino alla Premier Division della Southern Football League (riuscendo in seguito a malapena a evitare la retrocessione in Division One). Scende in campo in solo una partita prima di trasferirsi all'Hayes & Yeading United, nato dalla fusione di Hayes Football Club e Yeading Football Club, sua ex squadra. In Conference Premier Louis disputa 10 match e realizza una rete. L'11 marzo fa ritorno al Maidenhead United, giocando 12 partite condite da 3 goal.